# Foltos hiéna
A foltos hiéna (Crocuta crocuta) az emlősök (Mammalia) osztályának ragadozók (Carnivora) rendjébe, ezen belül a hiénafélék (Hyaenidae) családjába tartozó faj. Egyéb nevei: kacagó hiéna vagy vihogó hiéna

## Elterjedése, élőhelye
A foltos hiéna hajdan hatalmas területen élt, a pleisztocénban még szerte Eurázsiában előfordult. Kihalásának, kiszorulásának oka máig sem tisztázott. Ma Afrikában (főleg Kelet-Afrikában) a Szaharától délre a nyílt, füves puszták és bozótosok lakója. Akár 4000 méteres magasságba is felhúzódik, de a sűrű trópusi esőerdőket kerüli.

## Megjelenése

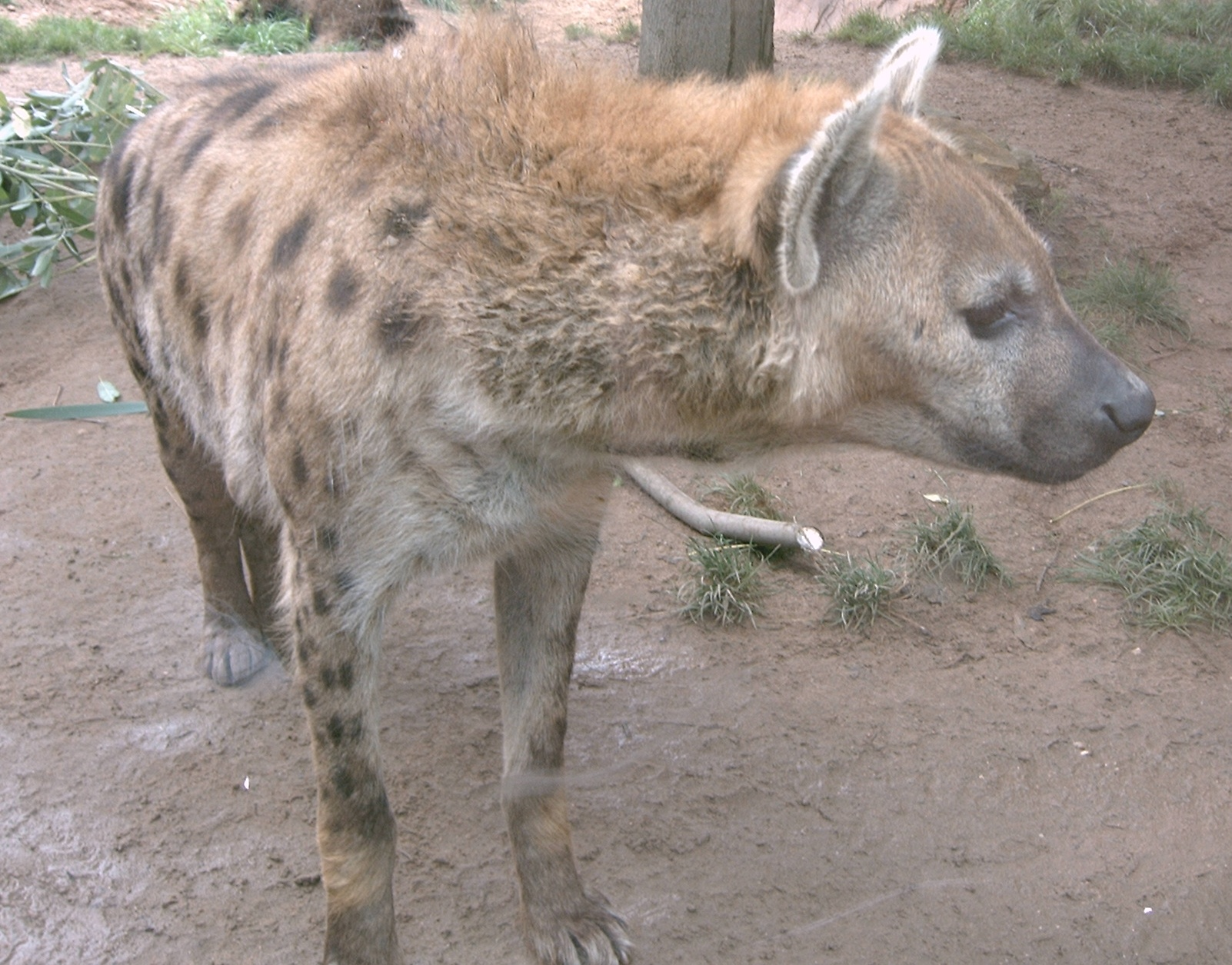

Külseje a többi hiénaféléhez hasonlóan kutyaszerű. Orra megnyúlt, sárgás bundáját sötétebb, ovális foltok pettyezik. Testhossza 95–166,8 centiméter, tömege 40,5–90 kilogramm; élettartama akár 40 év is lehet. A kifejlett példányok marmagassága 70–91,5 centiméter. Hátsó lábai rövidebbek a mellsőknél, ezért háta lejtős, járása koslatós. Ennek ellenére nemcsak gyors, de hihetetlenül szívós: hosszú távon képes tartani a 60 km/h sebességet. Megfigyeltek olyan hiénákat, amelyek 24 km-en üldözték a zsákmányukat (többnyire nagyobb antilopokat). Ahol a nagy patások évszakosan vándorolnak, ott az ínséges időszakban a hiéna is kénytelen útra kelni. Egy nőstény akár 2800–3600 km-t is bejárhat egy év alatt. Az egyik legerősebb izomzatú állat: állkapcsa és fogazata olyan erős, hogy a csontot is képes porrá őrölni.
Jellemző rájuk a szexuális dimorfizmus, de a hiénák közül – más emlősöktől eltérően – a nőstények nagyobbak és erősebbek: a különbség átlag 6,6 kg. A nőstények jóval agresszívabbak is a hímeknél, mivel tesztoszteron-szintjük is magasabb. Ebből fakad az a furcsaság, hogy a nemi szervük külsőleg nagyon hasonló. A nőstények klitorisza ugyanúgy néz ki, mint a hímek nemi szerve, sőt erektálhat is; ezért az ókorban hermafroditáknak hitték a hiénákat. Külső jegyek alapján csak a szakértők tudják elkülöníteni a nemeket. A meghatározást némileg segíti, hogy a szoptatós nőstények csecsbimbói nagyobbak.

## Életmódja
Nagyon kíváncsi és eszes állat.
Alapvetően húsevő: maga is zsákmányol, de a dögöt sem veti meg. Emellett eszik lárvákat, tojásokat, sőt, gyümölcsöket is.
Főleg éjszaka aktív; ilyenkor csapatban vadászva akár nagyvadakat is elejthet. Semmilyen vad nem érezheti magát biztonságban tőle; a fiatal orrszarvúak, zsiráfok, vízilovak és elefántok mellett csapatban akár a kifejlett nőstény oroszlánt is elejthetik. A macskafélék egyébként is kedvelt zsákmányai. A gepárdokat rendszerint akkor támadja meg, amikor az egy állat üldözése után kifárad. A leopárd is örülhet, ha csak a zsákmánya mellől kergetik el. A hiénakutyák azonban már méltó ellenfeleik, azok még szervezettebb és számosabb csapatait a hiénák is tiszteletben tartják. Az oroszlánokkal olykor valóságos területszerző háborúkat vívnak, változó sikerrel. A nőstény oroszlán sokszor áldozatul esik, viszont a hím oroszlánokkal szemben rendszerint a hiénák maradnak alul.
A sikeres vadászat után akár 14,5 kg húst is képes egyszerre felfalni. 24 óra alatt még a szarvat és fogat is megemészti.

## Szaporodása

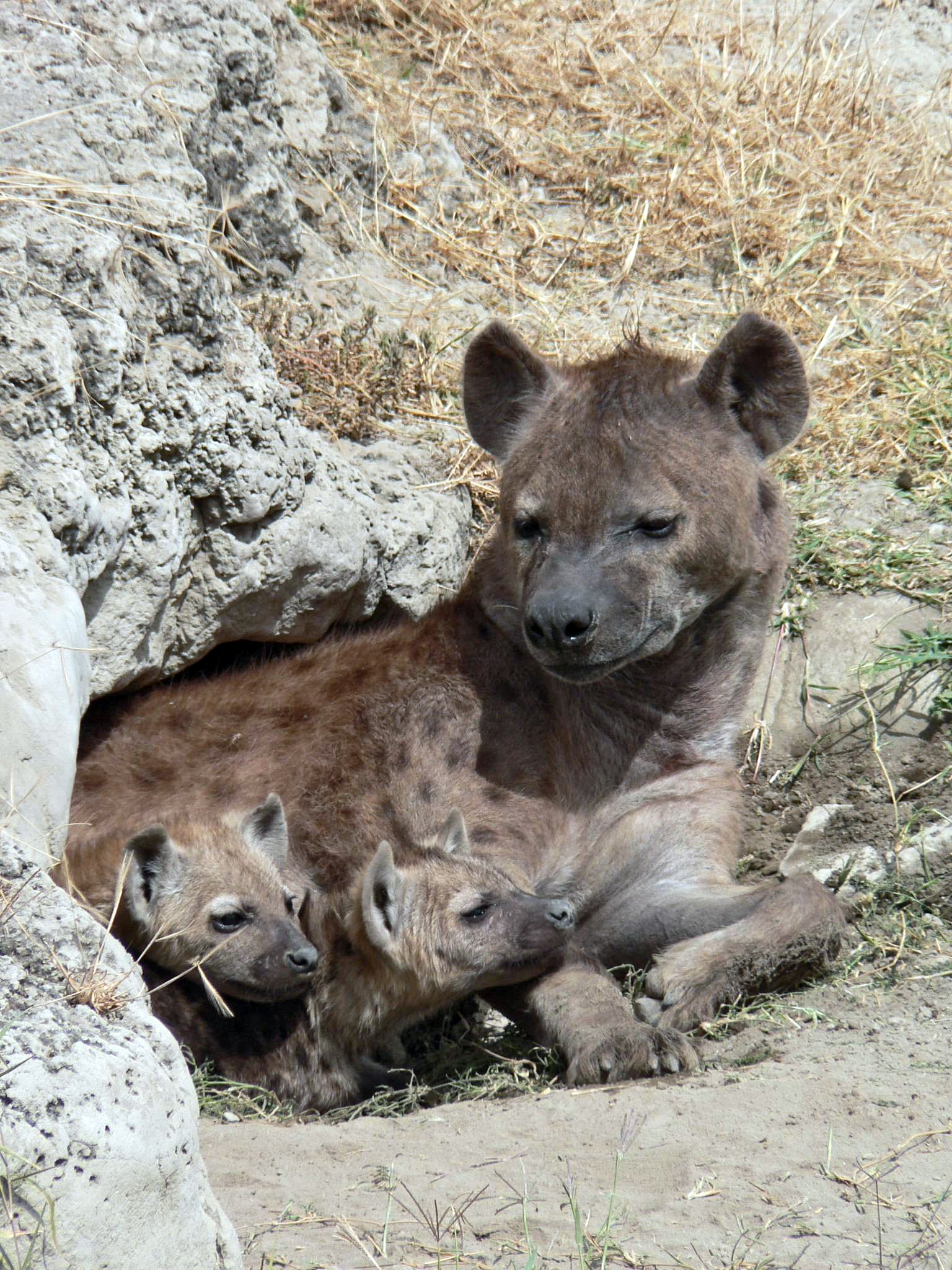
foltos hiéna nőstény két kölykével a Ngorongoro kráterben, Tanzániában

Klánoknak nevezett szociális csoportokban élnek; ezek létszáma akár a 100 főt is elérheti. A nagyobb csapatok elsősorban a bőséges táplálékot kínáló területekre (pl. a Ngorongoro-kráter) jellemzőek; míg a félsivatagokban a klánok kisebbek. Ennek megfelelően az egyes csoportok közösen védelmezett territóriuma viszont a félsivatagokban nagyobb (a Ngorongoroban 40 négyzetkilométer, a Kalaháriban akár 1000 négyzetkilométer is lehet). A klánok urai a rokon nőstények; gyakorlatilag az összes hímmel szemben dominánsak. Az ivaréretté váló fiatal hímeknek el kell vándorolniuk, és új klánhoz kell csatlakozniuk. Az új klánban a rangsor legvégén kezd, és csak úgy léphet előre, ha egy idősebb hím elpusztul, vagy újabb újonc érkezik.
Az év bármely szakában történhet párzás. A párok csak ideiglenesen alakulnak ki, a nőstények bármelyik kóborló hímmel összeállnak. Maga a párzás sem egyszerű feladat, a hímeknek sok gyakorlat kell a helyes technika elsajátításához. Ugyanis a nőstények péniszszerű csiklóján keresztül kell behatolniuk, amely csak megfelelő szögből és testtartásban lehetséges. A megtermékenyült nőstény 98-110 nap múlva hozza világra – nem kevésbé bonyolult módon – fekete színű kicsinyeit, általában egy üregben. A kölykök fejletten, 1-1,6 kilogrammos súllyal és nyitott szemmel születnek, köszönhetően a hosszú kihordási időnek. Rendkívül agresszívek, szinte azonnal egymásnak esnek, ahogy tehetik. Sőt, előfordulhat a testvérgyilkosság is, főleg, ha azonos neműek. Az agresszívebb kölyök több eledelhez jut, gyorsabban nő, ami adaptívvá teszi ezt a viselkedést. 2-6 hetes korukban az anyjuk kiviszi őket a szülőüregükből, és bevezeti őket a csapatba. A fiatalokat 14-18 hónapos korukban választja el anyjuk. A csoportban egy eset kivételével nem figyelték meg azt, mint amit a hiénakutyáknál, hogy a felnőttek közösen nevelték volna a kölyköket. Az anyák szülői ráfordítása szokatlanul nagy, tekintve azt is, hogy a tejének energiatartalma a tengeri vidráéval vetekszik (fehérjetartalma 14,9%, zsírtartalma 14,1%).

## Érdekességek

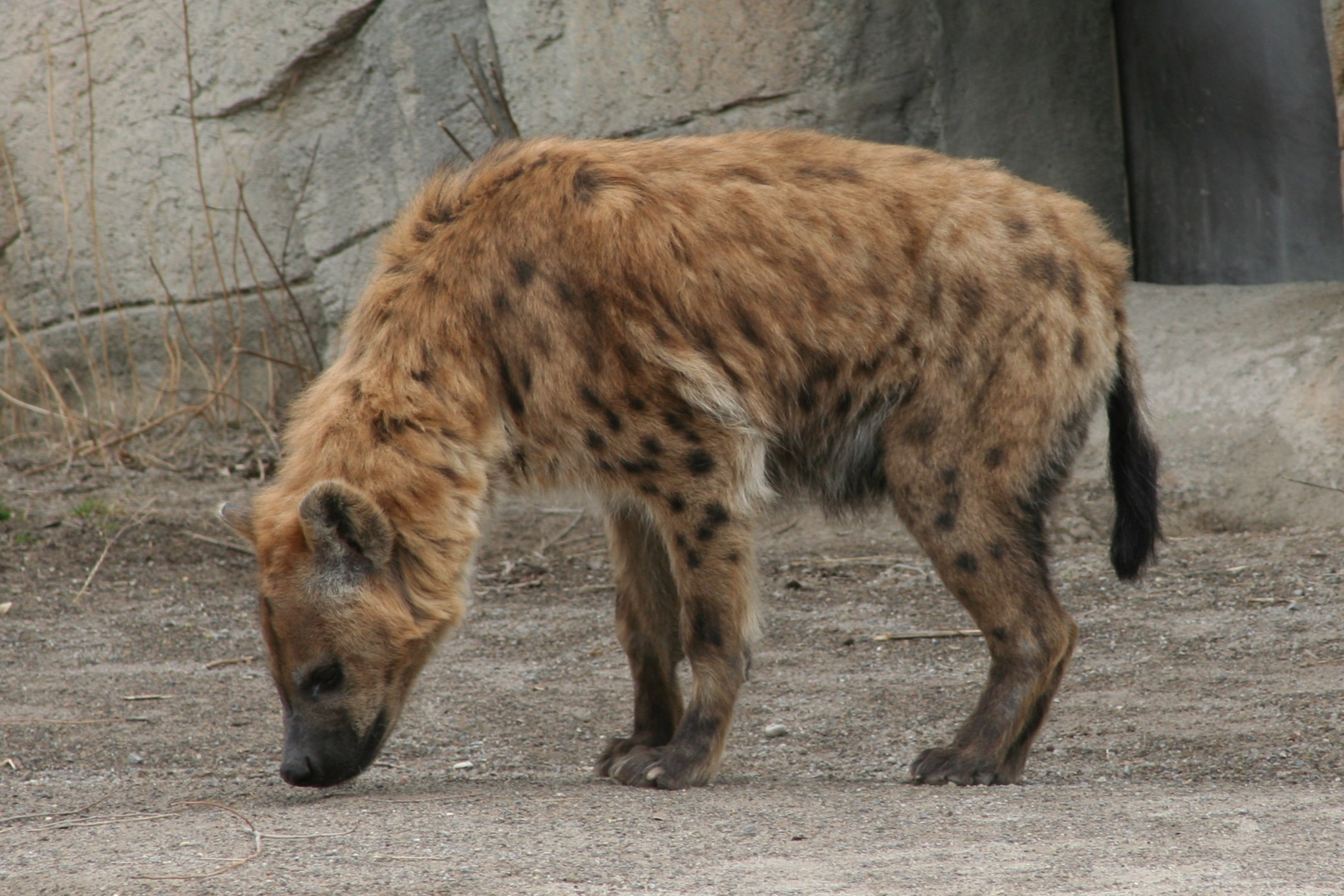

Sok más fajhoz hasonlóan a foltos hiéna is a túlzásokkal teli mendemondáknak "köszönheti" rossz hírét. Rendkívül kellemetlen szaga miatt régen kizárólag dögevőnek tartották és azt híresztelték róla, hogy az általa kiásott sírokból is hajlamos tetemet rabolni. Bár ez utóbbit később mendemondának tartották, 2014-ben mégis bebizonyosodott. Vihogásszerű hangját is kellemetlennek érezhették a régi utazók az ismeretlen, éjszakai tájon és feltételezték, hogy a hiéna képes az emberi beszédre.
A filmek közül jellemzően az Oroszlánkirály című Disney rajzfilmben, illetve annak folytatásaiban jelenik meg. Ott a hiénák igen kellemetlen szereplők, a főhőst alakító oroszlán legfőbb ellenfelei. Hasonló szerepe van az Oroszlánbecsület című filmben is.

## Állatkertekben
Érdekes módon állatkertekben nem túl elterjedt faj, a csíkos hiénát több állatkert mutatja be, viszont a foltos hiénát nagyobb csapatokban tartják. 
Magyarországon a Szegedi Vadasparkban (2009-ben itt születtek először hazánkban foltos hiéna kölykök), a Jászberényi Állatkertben és a Pécsi Állatkertben látható.